# Космос-48
Космос-48 — советский военный искусственный спутник Земли, запущенный в космос 14 октября 1964 года ракетой-носителем Восход-2 с космодрома Байконур
Спутник представлял собой двадцать четвёртый аппарат серии «Зенит-2» № 24, который предназначался для проведения оптической разведки.

## Конструкция
Спутник имел типичную конструкцию космических аппаратов типа «Зенит» и состоял из спускаемого аппарата с фотокомплектом камер и пленки «Фтор-2» и приборного отсека с системами ориентации, терморегулирования и тормозной двигательной установкой.

## Полёт
В середине запланированной разведывательной миссии система терморегулирования вышла из строя, и температура внутри герметичного спускаемого аппарата космического корабля повысилась до 43 °C. Причиной отказа стало заклинивание раскрывающихся жалюзей из-за потери свойств смазки при низких температурах во время теневой фазы полёта.
После этого было принято решение использовать более холодостойкую смазку.
В результате неисправности и в целях сохранения данных космический корабль был сведен с орбиты на два дня раньше запланированного срока. 20 октября 1964 года, через шесть дней после запуска спускаемый аппарат спутника, содержащая камеры и пленку успешно приземлился.